# Gewone kogelschieter
De gewone kogelschieter (Pilobolus crystallinus) is een schimmel die behoort bij tot familie Pilobolaceae. Hij leeft als saprotrofe en coprofiele schimmel. Hij ontwikkelt zich op de uitwerpselen van herbivoren. 

## Kenmerken
Het vruchtlichaam heeft de vorm van een rugbybal. De diameter is 2–4 mm en de hoogte is 5–12 mm. De substantie is doorschijnend, waterig wit tot wittig-gelig. Aan de top is een zwart ovaal, afgeplat sporangium op een ringzone. De sporen zijn ellipsoïde en meten 7,2–10,1 × 4,4–6,0 micron.

## Levenscyclus
Deze schimmel behoort tot de Mucorales-orde. Hij is uniek omdat zijn sporen aan de vegetatie hecht, zodat hij door grazende dieren kan worden gegeten. Hij gaat dan door het spijsverteringsstelsel van de dieren en groeit in hun uitwerpselen. Hoewel deze schimmels heel klein zijn, kunnen ze hun sporangium, dat hun sporen bevat, tot op 2 m afstand schieten. Door een toename van de druk in het blaasje kan het sporangium in de eerste millimeter van zijn vlucht van 0 tot ruim 70 km/u versnellen, wat overeenkomt met een versnelling van 20000 G. Met behulp van een slijmachtige substantie die in het blaasje van de schimmel wordt aangetroffen, kan het sporangium zich hechten aan alles waarop het landt, waardoor zijn levenscyclus wordt voltooid.

## Taxonomie
Deze soort werd voor het eerst beschreven door Friedrich Heinrich Wiggers in 1780, waardoor hij de naam Hydrogera crystallina kreeg. De huidige naam, erkend door Index Fungorum, werd eraan gegeven door Heinrich Julius Tode in 1784. Pilobolus crystallinus is de typesoort van het geslacht Pilobolus.

## Verspreiding
In Nederland komt de gewone kogelschieter uiterst zeldzaam voor.

## Foto's

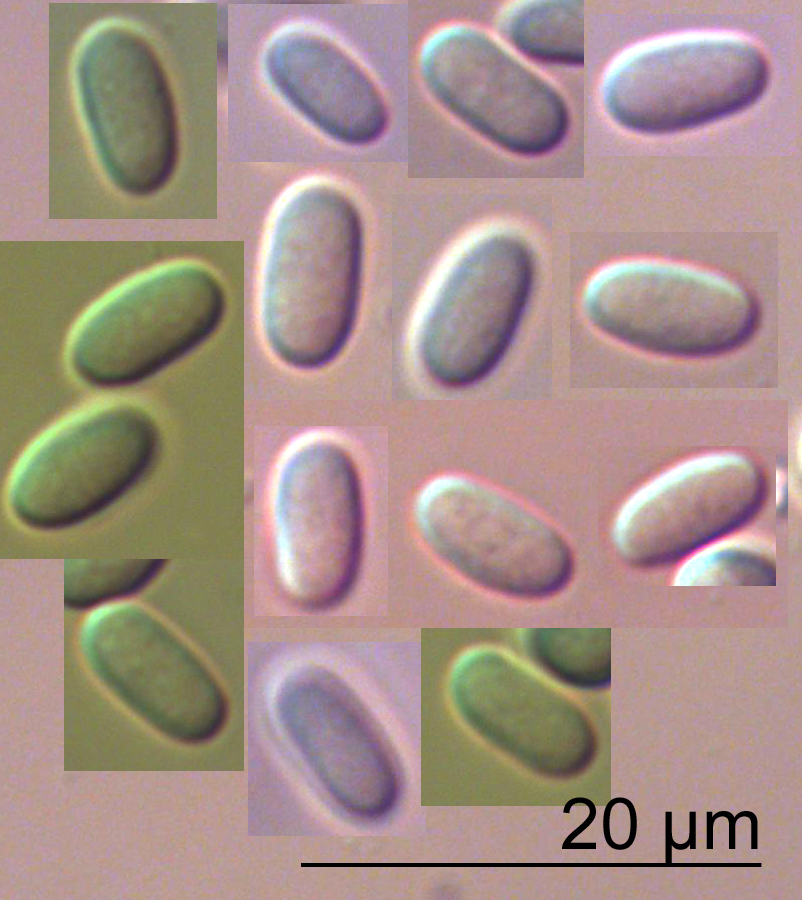
Sporen
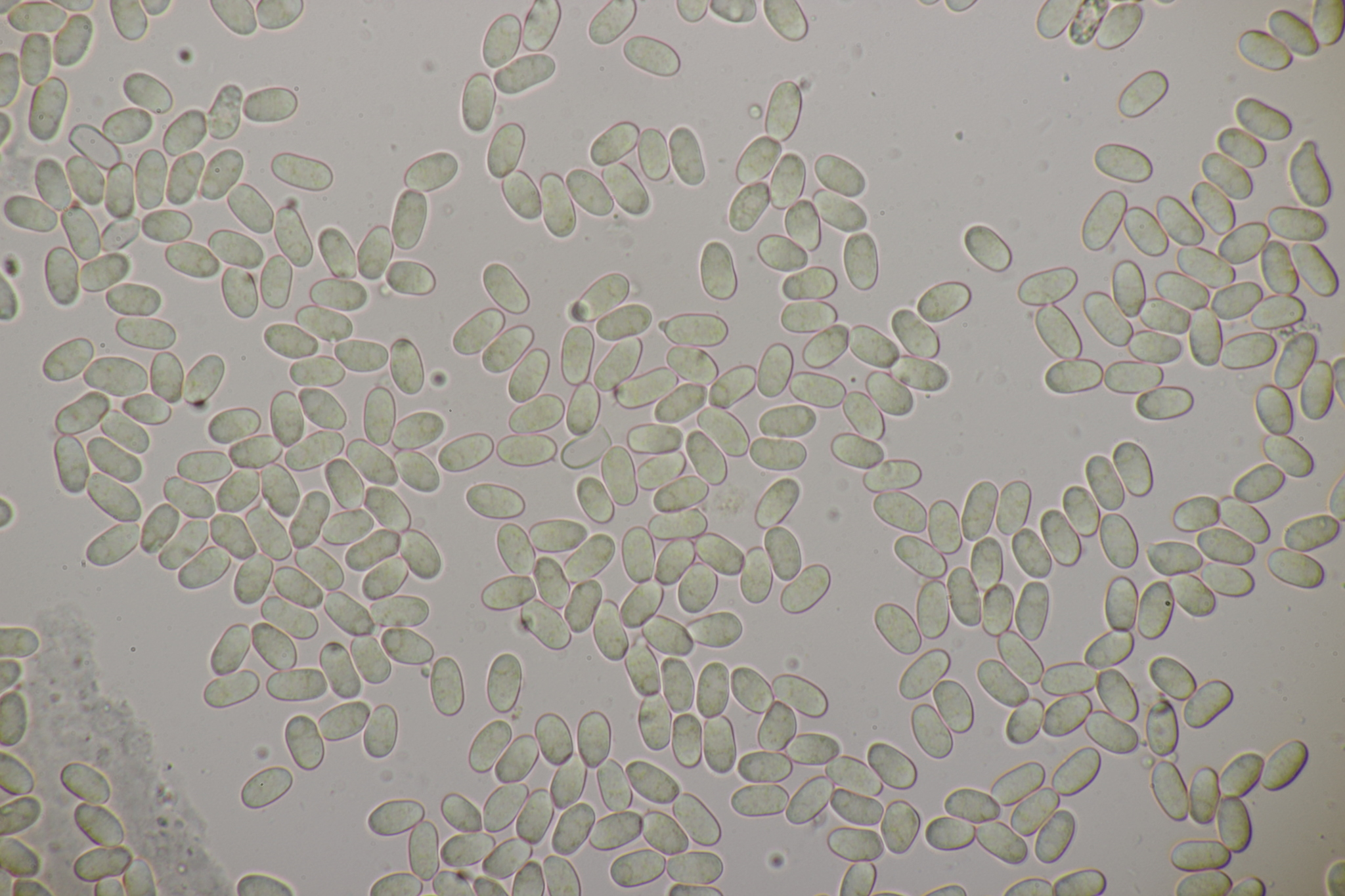
Sporen
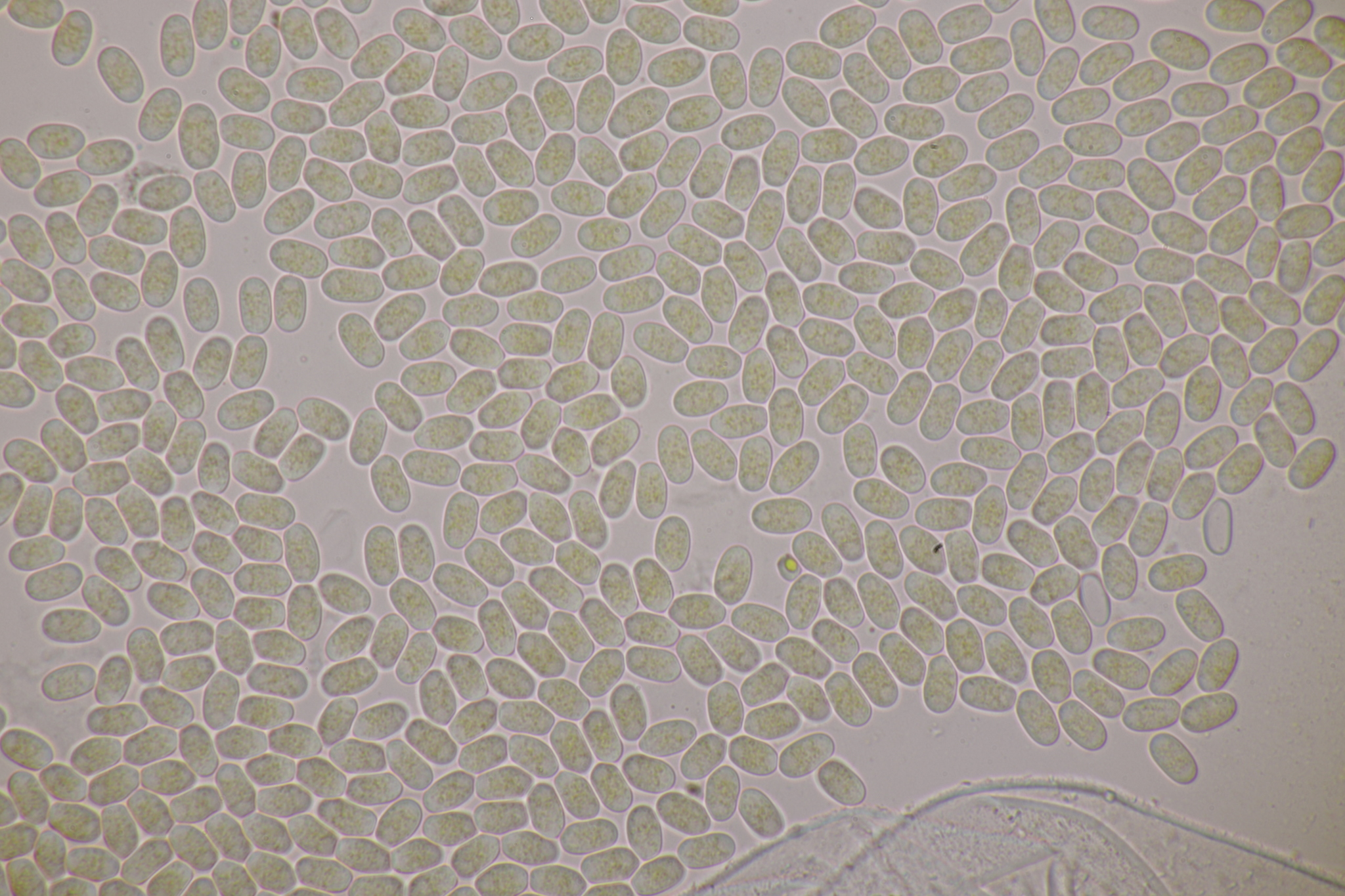
Sporen